# Coenochilus rhodesianus
Coenochilus rhodesianus är en skalbaggsart som beskrevs av Schein 1956. Coenochilus rhodesianus ingår i släktet Coenochilus och familjen Cetoniidae. Inga underarter finns listade i Catalogue of Life.